# Rhitymna simplex
Rhitymna simplex är en spindelart som beskrevs av Jäger 2003. Rhitymna simplex ingår i släktet Rhitymna och familjen jättekrabbspindlar. Inga underarter finns listade i Catalogue of Life.